# DeWolf Hopper
DeWolf Hopper (30 mars 1858 – 23 septembre 1935 ) est acteur et chanteur américain dont le nom reste lié à un fameux poème dédié au baseball : Casey at the bat (1888). Présenté en public en mai 1889 au Wallace’s Theatre de New York[source insuffisante], Hopper récita plus de 10 000 fois ce poème au long de sa carrière. Il est diffusé à la radio le 27 décembre 1932. Ce poème inclassable inspira nombre d’imitations et d’adaptations.
Son fils est l'acteur William Hopper.